# Stalin en los sellos postales

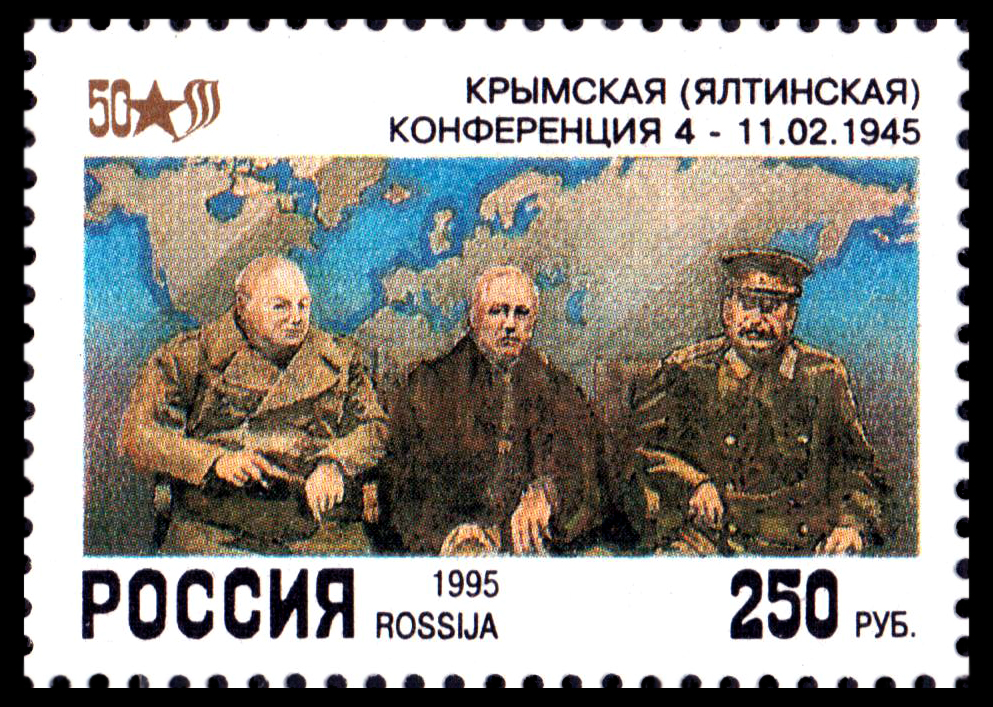
Conferencia de Yalta. Churchill, Roosevelt y Stalin. Sello de Rusia, 1995

Stalin en los sellos postales es una temática en filatelia que cruza con Iósif Stalin (1878-1953) y otros intereses como biografía y política.
Esta es la colección de sellos postales, sobres, tarjetas postales y otros materiales filatélicos en relación con el líder del estado soviético y el Partido Comunista de la Unión Soviética.

Estampillas de la Unión Soviética relacionados con Stalin
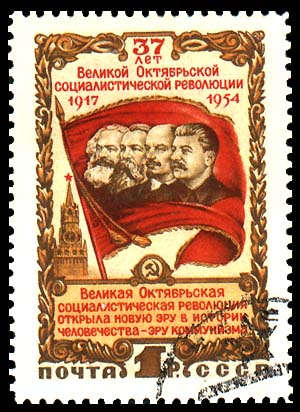
Junto a Marx, Engels y Lenin en la estampilla de la URSS de 1954
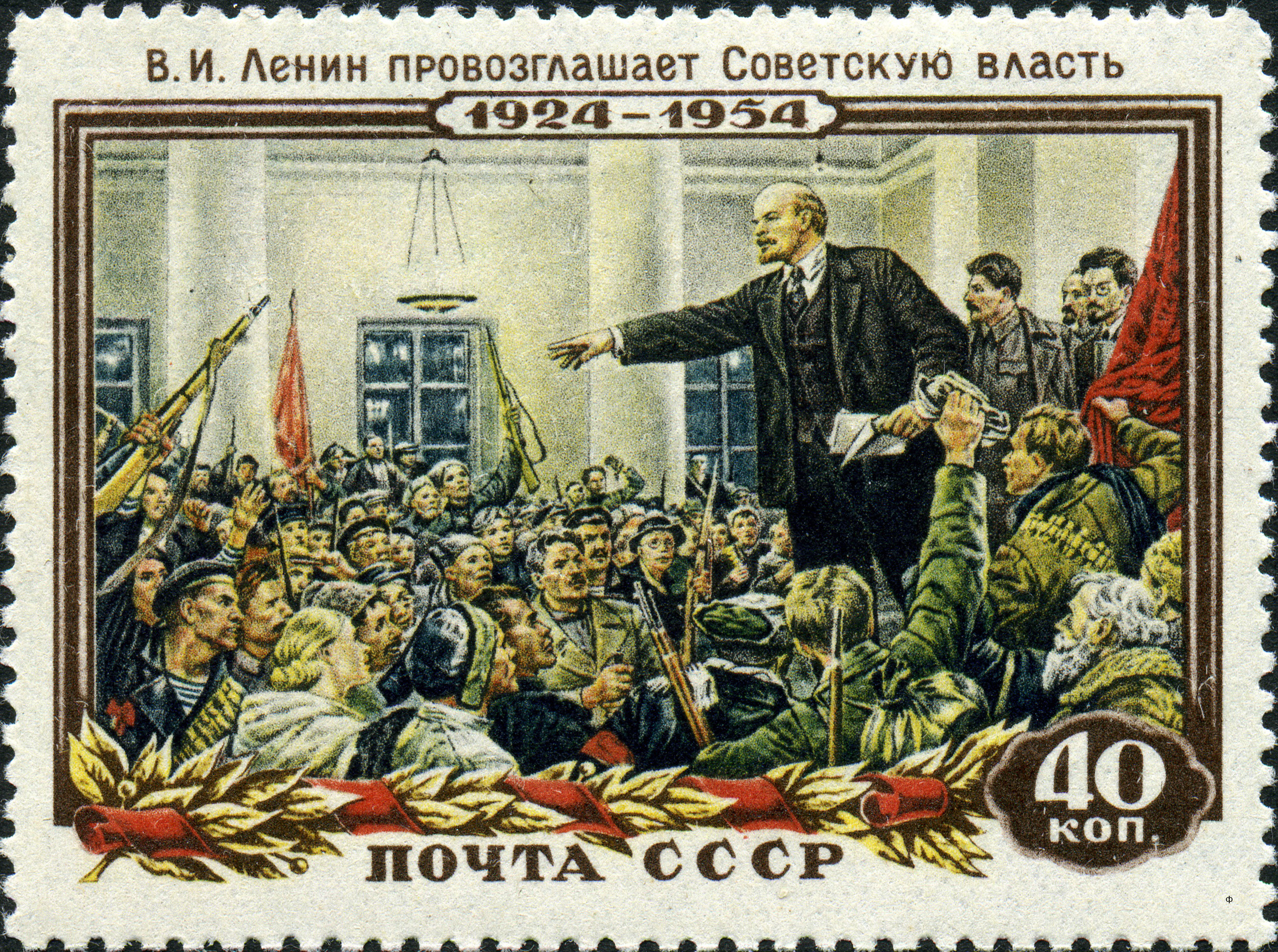
«Lenin proclama la ley soviética». Obra de Vladimir Serov. La versión original con Stalin detrás de Lenin en el sello de 1954
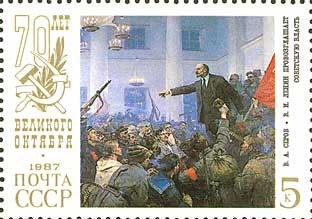
En la versión de 1962 se ha eliminado a Stalin detrás de Lenin, como se observa en la estampilla de 1987 «70º aniversario de la Revolución de Octubre»